# Бородинка (Макушинський округ)
Бороди́нка (рос. Бородинка) — присілок у складі Макушинського округу Курганської області, Росія.
Населення — 85 осіб (2010, 144 у 2002).
Національний склад станом на 2002 рік:
- росіяни — 64 %
- казахи — 30 %